# Assemblea parlamentare federale d'Etiopia
L'Assemblea parlamentare federale (in amarico: የፌዴራል ፓርላማ ምክር ቤት) è l'organo legislativo ed esecutivo dell'Etiopia. Ha struttura bicamerale composta da:
- Camera della federazione (camera alta),
- Camera dei rappresentanti dei popoli  (camera bassa).